# Sukowidi (Nguntoronadi)
Sukowidi is een bestuurslaag in het regentschap Magetan van de provincie Oost-Java, Indonesië. Sukowidi telt 1861 inwoners (volkstelling 2010).